# Долгович, Ян
Ян Долгович (пол. Jan Dołgowicz; род. 21 декабря 1954, Катовице) — польский борец греко-римского стиля, призёр Олимпийских игр, призёр чемпионата мира и Европы, четырёхкратный (1977, 1978, 1979, 1982) чемпион Польши, чемпион ФРГ 1985 года.

## Биография
В 1977 году был третьим на Гран-при Германии, четвёртым на чемпионате мира и одиннадцатым на чемпионате Европы.  В 1978 году стал серебряным призёром чемпионата Европы, а на чемпионате мира вновь был четвёртым. В 1979 году снова был вторым на чемпионате Европы и третьим на Гран-при Германии; на чемпионате мира занял шестое место. В 1980 году был вторым на Гран-при Германии. 
На Летних Олимпийских играх 1980 года в Москве боролся в среднем весе (до 82 килограммов). Регламент турнира оставался прежним, с начислением штрафных баллов; за чистую победу штрафные баллы не начислялись, за победу с явным преимуществом начислялось 0,5 штрафных балла, за победу по очкам 1 балл, за поражение с явным преимуществом соперника 3,5 балла и за чистое поражение 4 балла. Как и прежде, борец, набравший 6 штрафных баллов, из турнира выбывал. Титул оспаривали 12 борцов.
Ян Долгович имел два поражения в предварительных схватках. В первой схватке встречался со своим извечным соперником, которому постоянно проигрывал Йоном Драйкой, но на этот раз Долгович не дал Драйке ничего провести, в результате оба были дисквалифицированы за пассивность. Несмотря на поражения, вышел в финал, правда без шансов на золотую медаль. Во встрече за серебряную медаль положил на лопатки болгарина Павла Павлова.
| Выступление на Олимпийских играх 1980 года | Выступление на Олимпийских играх 1980 года | Выступление на Олимпийских играх 1980 года | Выступление на Олимпийских играх 1980 года | Выступление на Олимпийских играх 1980 года | Выступление на Олимпийских играх 1980 года | Выступление на Олимпийских играх 1980 года | Выступление на Олимпийских играх 1980 года |
| Круг                                       | Соперник                                   | Страна                                     | Результат                                  | Счёт                                       | Баллы                                      | Всего баллов                               | Время схватки                              |
| ------------------------------------------ | ------------------------------------------ | ------------------------------------------ | ------------------------------------------ | ------------------------------------------ | ------------------------------------------ | ------------------------------------------ | ------------------------------------------ |
| 1                                          | Йон Драйка                                 | Румыния                                    | Поражение                                  | Дисквалификация обоих соперников           | -4                                         | -4                                         | 7:06                                       |
| 2                                          | Ярмо Овермарк                              | Финляндия                                  | Победа                                     | Туше                                       | 0                                          | -4                                         | 2:17                                       |
| 3                                          | Мохамед Эль-Улаби                          | Сирия                                      | Победа                                     | Дисквалификация                            | 0                                          | -4                                         | 5:34                                       |
| 4                                          | Геннадий Корбан                            | Союз Советских Социалистических Республик  | Поражение                                  | 11-4                                       | -3                                         | -7                                         | 9:00                                       |
| Финал (встреча 1)                          |                                            |                                            |                                            |                                            |                                            |                                            |                                            |
| Финал (встреча 2)                          | Павел Павлов                               | Болгария                                   | Победа                                     | Туше                                       |                                            |                                            | 1:28                                       |

В 1981 году был вторым на чемпионате Европы и Гран-при Германии, а на чемпионате мира остался пятым. В 1982 году был третьим на Гран-при Германии и наконец попал в число призёров на чемпионате мира, завоевав бронзовую медаль. 
В январе 1983 года эмигрировал в ФРГ, где ещё несколько лет выступал, выиграв в 1985 году титул чемпиона ФРГ. Затем был тренером во многих ведущих немецких клубах, таких как KSV Germania Aalen и ASV Bauknecht Schorndorf.